# Z-wave
Z-Wave — це протокол бездротового зв'язку, який використовується переважно для домашньої автоматизації. Це мережева сітка, що використовує радіохвилі низької енергії для зв'язку між пристроями, що дозволяє здійснювати бездротовий контроль житлових приладів та інших пристроїв, таких як управління освітленням, системи безпеки, термостати, вікна, замки, басейни та гаражні двері. Як і інші протоколи та системи, призначені для ринку домашньої та офісної автоматизації, система Z-Wave може керуватись через Інтернет за допомогою бездротової клавіатури, настінної клавіатури або через смартфони, планшети чи комп'ютери, через шлюз Z-Wave або центральний контрольний пристрій, який виконує функції контролера та порту для зовнішнього підключення. Це забезпечує сумісність між системами управління домашньою автоматизацією різних виробників, що є членами його альянсу. Станом на травень 2017 року налічується понад 1700 сумісних продуктів Z-Wave.
Як і інші протоколи та системи, спрямовані на ринки житлових, комерційних, багатоквартирних (MDU) будинків та будівель, система Z-Wave може керуватися за допомогою смартфона, планшета або комп'ютера, а також локально через розумну колонку, бездротовий брелок або настінну панель з шлюзом Z-Wave чи центральним контролером, який виконує функції хабу або контролера.   Z-Wave забезпечує взаємодію прикладного рівня між системами управління домом різних виробників, які входять до альянсу. Кількість сумісних продуктів Z-Wave постійно зростає: понад 1700 у 2017 році  понад 2600 до 2019 року  і понад 4000 до 2022 року.  

## Історія
Протокол Z-Wave був розроблений данською компанією Zensys, розташованою в Копенгагені, у 1999 році.    представила систему керування освітленням для споживачів, яка згодом еволюціонувала в Z-Wave  — пропрієтарний протокол автоматизації будинку на основі системи на кристалі (SoC) на неліцензованому частотному діапазоні в межах 900 МГц . Чіпсет 100-ї серії був випущений у 2003 році, а 200-ї серії — у травні 2005 року  при цьому чіп ZW0201 пропонував високу продуктивність за низькою ціною.  Чіп 500-ї серії, також відомий як Z-Wave Plus, був випущений у березні 2013 року та мав вчетверо більше пам’яті, покращений бездротовий зв’язок, довший термін служби батареї, розширену систему безпеки S2 і функцію налаштування SmartStart . Чіп 700-ї серії був випущений у 2019 році та забезпечував можливість зв'язку на відстані до 100 метрів безпосередньо від точки до точки або до 800 метрів по всій мережі Z-Wave, із продовженим терміном служби батареї до 10 років та технологіями S2 і SmartStart.   У липні 2019 року була анонсована сертифікація Z-Wave Plus v2, призначена для пристроїв на базі платформи 700.  Специфікація Z-Wave Long Range (LR) була оголошена у вересні 2020 року, і вона забезпечує бездротовий зв’язок на відстані до чотирьох разів більшій, ніж у стандартного Z-Wave.  Чіп 800-ї серії був випущений наприкінці 2021 року, пропонуючи покращену безпеку та довший термін служби батареї порівняно з 700-ю серією. 
Технологія почала набирати популярність у Північній Америці близько 2005 року, коли п'ять компаній, включаючи Danfoss, Ingersoll-Rand і Leviton Manufacturing, прийняли технологію Z-Wave.  Вони утворили альянс Z-Wave Alliance, метою якого є просування використання технології Z-Wave, при цьому всі сертифіковані продукти компаній-членів альянсу є сумісними між собою.   У 2005 році компанія Bessemer Venture Partners очолила третій раунд фінансування для Zensys на суму 16 мільйонів доларів.  У травні 2006 року Intel Capital про інвестиції в Zensys, через кілька днів після того, як Intel приєдналася до Z-Wave Alliance.  У 2008 році Zensys отримала інвестиції від Panasonic, Cisco Systems, Palamon Capital Partners і Sunstone Capital. 
Z-Wave була придбана компанією Sigma Designs у грудні 2008 року.   Після придбання штаб-квартира Z-Wave у США, розташована у у Фремонті, Каліфорнія, була об’єднана зі штаб-квартирою Sigma в Мілпітасі, Каліфорнія .   У рамках змін права на торгову марку Z-Wave у США залишилися за Sigma Designs, а в Європі їх придбав дочірній підрозділ Aeotec Group. 
23 січня 2018 року Sigma оголосила про намір продати технологію Z-Wave та бізнес-активи компанії Silicon Labs за 240 мільйонів доларів , а продаж був завершений 18 квітня 2018 року. 
У 2005 році на ринку було шість продуктів, які використовували технологію Z-Wave. До 2012 року, коли технологія розумного дому все популярнішою, у США було доступно близько 600 продуктів, на основі Z-Wave  Станом на червень 2022 року існує понад 4000 сертифікованих Z-Wave сумісних продуктів.  

## Сумісність
Сумісність Z-Wave на прикладному рівні забезпечує обмін інформацією між пристроями та дозволяє всьому апаратному і програмному забезпеченню Z-Wave працювати разом. Технологія бездротової мережі з топологією mesh дозволяє будь-якому вузлу спілкуватися з сусідніми вузлами безпосередньо або опосередковано, керуючи додатковими вузлами. Вузли, що перебувають у межах досяжності, взаємодіють безпосередньо. Якщо вони поза межами досяжності, то можуть зв’язуватися через інші вузли, що знаходяться в зоні досяжності обох для обміну інформацією.  У вересні 2016 року деякі частини технології Z-Wave стали публічно доступними, коли тодішній власник Sigma Designs випустив публічну версію рівня сумісності Z-Wave, а програмне забезпечення було додане до бібліотеки з відкритим кодом Z-Wave.  MAC/PHY рівні Z-Wave були стандартизовані Міжнародним союзом електрозв’язку як радіопротокол ITU 9959.  Наявність відкритого коду дозволила розробникам програмного забезпечення інтегрувати Z-Wave у пристрої з меншими обмеженнями. Безпека Z-Wave S2, Z/IP для передачі сигналів Z-Wave через IP-мережі та проміжне програмне забезпечення Z-Wave стали доступними з відкритим кодом у 2016 році.  У 2020 році альянс Z-Wave затвердив специфікацію Z-Wave з відкритим кодом. Технічна робоча група альянсу керує розробкою специфікації Z-Wave та підтримує бібліотеку стандартних реалізацій для продуктів, сумісних із Z-Wave. 

## Стандарти та Z-Wave Alliance
Створений у 2005 році та перетворений на некомерційну організацію у 2020 році, альянс Z-Wave Alliance є організацією з розробки стандартів, керованою учасниками, яка присвячена розвитку ринку, технічній специфікації Z-Wave та сертифікації пристроїв, а також навчанню щодо технології Z-Wave. Альянс Z-Wave Alliance є консорціумом з понад 300 компаній на ринку підключених технологій для житлового та комерційного використання. Альянс Z-Wave сертифікує пристрої за стандартами, які гарантують сумісність з повною зворотною сумісністю всіх поколінь пристроїв Z-Wave. Ці стандарти включають вимоги до надійності, діапазону, енергоспоживання та сумісності пристроїв.    
У жовтні 2013 року було анонсовано новий протокол та програму сертифікації сумісності під назвою Z-Wave Plus, засновану на нових функціях та більш високих стандартах сумісності, об'єднаних разом та обов’язкових для систем на кристалі (SoC), серії 500, включаючи деякі функції, доступні з 2012 року для SoC серії 300/400.  У лютому 2014 року перший продукт отримав сертифікацію Z-Wave Plus. 
У 2016 році альянс запустив програму навчання сертифікованих інсталяторів Z-Wave Certified Installer Training, щоб надати інсталяторам, інтеграторам і дилерам інструменти для розгортання мереж і пристроїв Z-Wave у їхніх житлових і комерційних проєктах. Того ж року альянс оголосив про інструмент сертифікованого інсталятора Z-Wave Certified Installer Toolkit (Z-CIT), пристрій для діагностики та усунення несправностей, який можна використовувати під час налаштування мережі та пристроїв, а також для дистанційної діагностики. 
Специфікація Z-Wave Long Range (LR) була оголошена у вересні 2020 року, що значно збільшила радіус дії порівняно зі звичайними сигналами Z-Wave. Специфікація LR керується та сертифікується в рамках сертифікації Z-Wave Plus v2.  15 березня 2022 року альянс Z-Wave оголосив, що компанія Ecolink, бренд систем безпеки та автоматизації будинку, стала першою, хто пройшов сертифікацію Z-Wave LR, використовуючи контролер для гаражних воріт серії Ecolink 700. 
Альянс Z-Wave підтримує програму сертифікації Z-Wave, яка включає два компоненти: технічну сертифікацію та сертифікацію ринку. 
У грудні 2019 року Z-Wave оголосив про проєкт Z-Wave Source Code Project, в рамках якого вихідний код стане доступним для учасників, щоб вони могли сприяти розвитку стандарту під наглядом новоствореної робочої групи OS Work Group. Проєкт доступний членам альянсу на GitHub.  
У грудні 2019 року альянс Z-Wave оголосив, що специфікація Z-Wave стане ратифікованим стандартом бездротового зв’язку з кількома джерелами. Вона включає радіоспецифікацію ITU.G9959 PHY/MAC, прикладний рівень, мережевий рівень і протокол зв’язку між хостом і пристроєм. Замість того, щоб бути специфікацією з єдиним джерелом, вона стане багатоджерельним стандартом бездротового зв’язку для розумного дому, який розробляється колективно членами робочої групи Z-Wave Alliance.  Z-Wave Alliance стане організацією з розробки стандартів (SDO), зберігаючи за собою управління програмою сертифікації.  У серпні 2020 року Z-Wave Alliance офіційно став незалежною некомерційною організацією з розробки стандартів, з сімома засновниками під новою структурою SDO: Alarm.com, Assa Abloy, Leedarson, Ring, Silicon Labs, StratIS і Qolsys. У рамках SDO створено нові рівні членства, робочі групи та комітети, зокрема технічні робочі групи для конкретних функцій, а також групи сертифікації, безпеки та маркетингу. 

## Технічні характеристики

### Радіочастоти
Z-Wave розроблено для забезпечення надійної передачі малих пакетів даних із низькою затримкою зі швидкістю до 100 кбіт/с,  і підходить для додатків керування та датчиків,  на відміну від Wi-Fi та інших систем бездротової локальної мережі на основі IEEE 802.11, які розроблені переважно для високих швидкостей передачі даних. Відстань зв’язку між двома вузлами становить 200 метрів прямої видимості на відкритому просторі та 50 метрів прямої видимості в приміщенні , а завдяки можливості передавати повідомлення до чотирьох разів між вузлами, це забезпечує достатнє покриття для більшості житлових будинків. Модуляція — це частотна маніпуляція (FSK) із манчестерським кодуванням , а інші підтримувані схеми модуляції включають GFSK і DSSS-OQPSK. 
Z-Wave використовує неліцензований промисловий, науковий і медичний ( ISM ) діапазон Частини 15 , який працює на різних частотах у всьому світі. Наприклад, в Європі він працює в діапазні 868-869  МГц, тоді як у Північній Америці діапазон коливається від 908-916 МГц, коли Z-Wave працює як сітчаста мережа, і 912-920 МГц, коли Z-Wave працює з зіркоподібною топологією в режимі Z-Wave LR.   Смуга сітчастої мережі Z-Wave конкурує з деякими бездротовими телефонами та іншими пристроями побутової електроніки, але уникає перешкод для Wi-Fi, Bluetooth та інших систем, які працюють у переповненому діапазоні 2.4 GHz .  Нижні рівні, MAC і PHY, описані ITU-T G.9959 і повністю сумісні з попередньою версією. У 2012 році Міжнародний союз електрозв’язку (ITU) включив рівні Z-Wave PHY і MAC як опцію до свого стандарту G.9959 для бездротових пристроїв до 1 ГГц. Швидкість передачі даних включає 9600 біт/с і 40 кбіт/с з вихідною потужністю 1 мВт або 0 дБм. 
Z-Wave було випущено для використання частот із такими діапазонами частот у різних частинах світу:  
| Частота в МГц       | Використовується в |
| ------------------- | --- |
| 865.2               | Індія |
| 868,4               | Китай, Південна Африка |
| 868,4, 869,85       | Вірменія, Бахрейн, країни CEPT (Європа та інші країни регіону), Єгипет, Французька Гвіана, Грузія, Ірак, Йорданія, Казахстан, Кувейт, Ліван, Лівія, Нігерія, Оман, Філіппіни, Катар, Саудівська Аравія, Південна Африка, Туркменістан, ОАЕ, Велика Британія, Узбекистан, Ємен                                              |
| 869                 | Росія |
| 908.4, 916          | Аргентина, Багамські острови, Барбадос, Бермудські острови, Болівія, Британські Віргінські острови, Канада, Кайманові острови, Колумбія, Гватемала, Гаїті, Гондурас, Ямайка, Мальдіви, Маврикій, Мексика, Молдова, Марокко, Нікарагуа, Панама, Сент-Кітс і Невіс, Сурінам, Тринідад і Тобаго, Теркс і Кайкос, Уругвай, США |
| 916                 | Ізраїль |
| 919,8, 921,4        | Австралія, Бразилія, Чилі, Домініканська Республіка, Еквадор, Сальвадор, Індонезія, Малайзія, Нова Зеландія, Парагвай, Перу, Уругвай, Венесуела, В'єтнам |
| 920.9, 921.7, 923.1 | Макао, Сінгапур, Південна Корея, Тайвань, Таїланд |
| 922,5, 923,9, 926,3 | Коста-Ріка, Японія |

### Налаштування мережі, топологія та маршрутизація
Традиційні мережі з центральним вузлом (hub-and-spoke) включають один центральний хаб або точку доступу, до якої підключені всі пристрої, наприклад, бездротовий пристрій, що підключається до роутера. Пристрої Z-Wave створюють сіткову мережу, де пристрої можуть спілкуватися один з одним, крім центрального хаба. Переваги сіткової мережі включають більший діапазон, сумісність і більш надійну мережу. 
Пристрої Z-Wave LR працюють на основі зіркоподібної топології мережі, де хаб розташований в центральній точці та встановлює безпосереднє з'єднання з кожним пристроєм, на відміну від сіткової мережі, де сигнали передаються від вузла до вузла до досягнення призначення. Ключова різниця між зіркоподібною та сітковою мережами полягає у прямому з'єднанні між хабом і пристроєм. Як Z-Wave LR, так і традиційні вузли Z-Wave можуть співіснувати в одній мережі. 
Найпростіша мережа складається з одного керованого пристрою та основного контролера. Пристрої можуть спілкуватися між собою, використовуючи проміжні вузли для активного маршрутизації, обходячи перешкоди в будинку  або радіо зони "мертвих точок", які можуть виникати в умовах мультипроходження. Повідомлення від вузла A до вузла C може бути успішно доставлене, навіть якщо ці два вузли не перебувають у межах досяжності, якщо третій вузол B може спілкуватися з обома. Якщо переважний маршрут недоступний, відправник повідомлення спробує інші маршрути, поки не знайде шлях до вузла C. Таким чином, мережа Z-Wave може охоплювати набагато більші відстані, ніж радіус дії одного пристрою; однак при кількох таких "перепрыгуваннях" може виникнути невелика затримка між командою управління та бажаним результатом. 
Додаткові пристрої можна підключати в будь-який час, так само як і вторинні контролери, включаючи традиційні портативні контролери, контролери на брелках, стінні вимикачі та програмні додатки для управління Z-Wave мережею. Мережа Z-Wave може складатися до 232 пристроїв, або до 4,000 вузлів в одній мережі розумного дому з використанням Z-Wave LR. Обидва варіанти дозволяють з'єднувати мережі, якщо потрібно більше пристроїв. 
Пристрій має бути «включений» до мережі Z-Wave, перш ніж ним можна буде керувати через Z-Wave. Цей процес (також відомий як «з’єднання» та «додавання») зазвичай виконується натисканням послідовності кнопок на контролері та пристрої, який додається до мережі. Цю послідовність потрібно виконати лише один раз, після чого пристрій завжди розпізнається контролером. Пристрої можна видалити з мережі Z-Wave подібним чином. Контролер вивчає силу сигналу між пристроями під час процесу включення та використовуватиме цю інформацію під час розрахунку маршрутів. У випадку, якщо пристрої були переміщені, а попередньо збережена потужність сигналу неправильна, контролер може виконати нове розв'язання маршруту через один або кілька кадрів дослідження.
Кожна мережа Z-Wave ідентифікується ідентифікатором мережі, а кожен пристрій додатково ідентифікується ідентифікатором вузла. Ідентифікатор мережі (також званий Home ID) — це загальна ідентифікація всіх вузлів, що належать до однієї логічної мережі Z-Wave. Ідентифікатор мережі має довжину 4 байти (32 біти) і призначається кожному пристрою основним контролером, коли пристрій «включено» в мережу. Вузли з різними ідентифікаторами мережі не можуть спілкуватися один з одним. Ідентифікатор вузла — це адреса окремого вузла в мережі. Ідентифікатор вузла має довжину 1 байт (8 біт) і має бути унікальним у своїй мережі. 
Чіп Z-Wave оптимізований для пристроїв, що живляться від батареї, і більшу частину часу залишається в режимі енергозбереження, щоб споживати менше енергії, виходячи лише для виконання своїх функцій.  Завдяки мережевим мережам Z-Wave кожен пристрій у будинку передає бездротові сигнали по всьому будинку, що призводить до низького енергоспоживання, що дозволяє пристроям працювати роками без необхідності заміни батарей.  Щоб пристрої Z-Wave могли маршрутизувати небажані повідомлення, вони не можуть перебувати в режимі сну. Тому пристрої, що працюють від батареї, не розроблені як ретранслятори. Мобільні пристрої, такі як пульти дистанційного керування, також виключаються, оскільки Z-Wave припускає, що всі пристрої з підтримкою ретранслятора в мережі залишаються у вихідному визначеному положенні.

## Безпека
Z-Wave базується на власному дизайні, який підтримується Sigma Designs як основним постачальником мікросхем, але бізнес-підрозділ Z-Wave був придбаний Silicon Labs у 2018 році.    У грудні 2019 року Silicon Labs оголосила, що випустить специфікацію Z-Wave як відкритий бездротовий стандарт для розробки, який буде сертифікований Z-Wave Alliance. 
У дверних замках Z-Wave із шифруванням AES було виявлено ранню вразливість, якою можна було дистанційно розблокувати двері без знання ключів шифрування, і через змінені ключі подальші мережеві повідомлення, як-от «двері відкриті», будуть ігноруватися встановленим контролером мережі. Уразливість виникла не через недолік у специфікації протоколу Z-Wave, а через помилку впровадження виробника дверних замків. 
17 листопада 2016 року Z-Wave Alliance оголосив про посилення стандартів безпеки для пристроїв, які отримали сертифікат Z-Wave з 2 квітня 2017 року. Відомий як Security 2 (або S2), він забезпечує розширену безпеку для розумних домашніх пристроїв, шлюзів і концентраторів.   Він підтримує стандарти шифрування для передачі між вузлами та передбачає нові процедури сполучення для кожного пристрою з унікальними PIN-кодами або QR-кодами на кожному пристрої. Новий рівень автентифікації покликаний запобігти хакерам отримати контроль над незахищеними або погано захищеними пристроями.   Згідно з Z-Wave Alliance, новий стандарт безпеки є найдосконалішим із доступних на ринку засобів безпеки для розумних домашніх пристроїв і контролерів, шлюзів і концентраторів.  Чіп серії 800, випущений наприкінці 2021 року, продовжує підтримувати стандартні можливості безпеки S2, а також технологію Silicon Labs Secure Vault, що дозволяє бездротовим пристроям із сертифікацією PSA Level 3 безпеки.
У 2022 році дослідники опублікували кілька вразливостей у чіпсетах Z-Wave до серії 700,  на основі фаззера з відкритим кодом, специфічного для протоколу.  У результаті, залежно від чіпсета та пристрою, зловмисник у діапазоні радіозв’язку Z-Wave може відмовити в обслуговуванні, спричинити збій пристроїв, розрядити акумулятори, перехопити, спостерігати та відтворювати трафік, а також контролювати вразливі пристрої. Відповідні CVE (CVE-2020-9057, CVE-2020-9058, CVE-2020-9059, CVE-2020-9060, CVE-2020-9061, CVE-2020-10137) були опубліковані CERT.  Пристрої Z-Wave із чіпсетами серії 100, 200, 300 неможливо оновити для усунення вразливостей. Для пристроїв із серіями чіпсетів 500 і 700 ці вразливості можна пом’якшити за допомогою оновлень мікропрограми. 

## Апаратне забезпечення
Чіп для вузлів Z-Wave — це ZW0500, заснований на мікроконтролері Intel MCS-51 з внутрішнім тактовим генератором на 32 МГц. RF-частина чіпа містить трансивер GisFSK з можливістю вибору частоти програмним способом. При живленні від 2,2 до 3,6 вольт він споживає 23 мА в режимі передачі.   Серед його характеристик — шифрування AES-128, бездротовий канал зі швидкістю 100 кбіт/с, одночасне прослуховування на кількох каналах та підтримка USB VCP 
На виставці Consumer Electronics Show 8 січня 2018 року компанія Sigma Designs представила свою платформу Z-Wave 700   . Чіп серії 700 був випущений у 2019 році.   Він дозволяє створювати новий клас розумних пристроїв для використання на вулиці з діапазоном до 300 футів і можливістю роботи від батарейки типу «таблетка» до десяти років. Хоча серія 700 використовує 32-бітний SoC ARM Cortex, вона залишається сумісною з усіма іншими пристроями Z-Wave.   Платформа включає вдосконалену систему безпеки S2 та функцію налаштування SmartStart.   У липні 2019 року Альянс Z-Wave оголосив про сертифікацію Z-Wave Plus v2, яка забезпечує більшу інтероперабельність та безпеку, а також спрощений процес встановлення для пристроїв на основі платформи 700. 
У вересні 2020 року було анонсовано нову специфікацію Z-Wave Long Range (LR) із покращеним радіусом дії в порівнянні зі звичайними сигналами Z-Wave.  Специфікація підтримує максимальну вихідну потужність 30 дБм, яку можна використовувати для збільшення дальності передачі до кількох миль. Під час тестування Z-Wave LR мав відстань передачі 1 милю (1,6 км) прямої видимості з використанням вихідної потужності +14 дБм.  Z-Wave LR — це додаткова модуляція DSSS OQPSK модуляцію до протоколу Z-Wave, що розглядається як четвертий канал, дозволяючи шлюзам додавати LR вузли до існуючого сканування Z-Wave каналів. Z-Wave LR також збільшує масштабованість в одній мережі розумного дому до 4,000 вузлів, що в 20 разів більше порівняно з Z-Wave.  Z-Wave LR працює з низьким енергоспоживанням, тому датчики можуть працювати протягом 10 років від однієї батарейки типу "таблетка". Він зворотно сумісний і сумісний з іншими пристроями Z-Wave. 
У грудні 2021 року компанія Silicon Labs оголосила про випуск систем на чіпах та модулів Z-Wave 800 для екосистеми розумного дому та автоматизації Z-Wave. Ця нова система характеризується високою безпекою, ультранизьким споживанням енергії та бездротовим з'єднанням для пристроїв Інтернету речей, з покращеним часом роботи батареї в порівнянні з серією 700. 

## Порівняння з іншими протоколами
Для бездротової мережі розумного дому існує багато технологій, які працюють разом. Z-Wave працює на частоті нижче 1 ГГц (низька смуга пропускання) на відміну від 2,4 ГГц (високої смуги пропускання), щоб скористатися перевагами, такими як низька потужність, великий радіус дії та менші радіочастотні перешкоди. Wi-Fi і Bluetooth працюють у діапазоні 2,4 ГГц, та керують великим трафіком між пристроями, які споживають багато енергії. Інші мережеві стандарти включають Bluetooth LE і Thread . Z-Wave має кращу сумісність пристроїв, ніж ZigBee, але ZigBee має вищу швидкість передачі даних. Thread і ZigBee працюють у зайнятому Wi-Fi  діапазоні 2,4 ГГц, тоді як Z-Wave працює нижче 1 ГГц, це дозволяє зменшити шум і завади, а також розширити зону покриття. Усі три протоколи є сітчастими мережами.  
MAC/PHY Z-Wave глобально стандартизований Міжнародним союзом електрозв'язку як радіо стандарт ITU 9959, а специфікації Z-Wave Interoperability, Security (S2), Middleware і Z-Wave over IP були оприлюдені в 2016 році, і Z-Wave став повністю затвердженим з відкритим кодом для розробки. 
OpenZWave — це бібліотека, написана на C++ з обгортками та підтримуючими проектами, що дозволяє взаємодіяти різним мовам та протоколам, даючи можливість будь-кому створювати програми для управління пристроями в мережі Z-Wave без необхідності глибокого знання протоколу Z-Wave. Це програмне забезпечення наразі орієнтоване на розробників додатків, які бажають інтегрувати функціональність Z-Wave у свої програми. Станом на 17 листопада 2022 року OpenZWave більше не підтримується.  Станом на 17 листопада 2022 року OpenZWave більше не підтримується. 
Z-Wave JS — це сучасна реалізація Z-Wave протоколу, призначена для управління пристроями Z-Wave в середовищі JavaScript. Вона використовує бібліотеку Z-Wave для зв'язку з мережами Z-Wave через послідовний інтерфейс. Z-Wave JS забезпечує високу продуктивність, покращену безпеку та простоту інтеграції в різні платформи, зокрема Home Assistant. Ця реалізація підтримує багато функцій Z-Wave, включаючи автоматизацію, моніторинг стану пристроїв та управління їхніми функціями. Z-Wave JS стає дедалі популярнішим серед розробників, які прагнуть створювати рішення для розумного дому з використанням Z-Wave технологій.
Matter, створений Connectivity Standards Alliance і заснований 19 грудня 2019 року, має на меті уніфікувати комунікацію пристроїв, щоб забезпечити їхню взаємодію в різних бездротових технологіях і екосистемах розумного дому. Мережі Z-Wave мають IP на рівні шлюзу, що дозволяє підключення до Matter через хмару. Вони також можуть співпрацювати на рівні локальної мережі. 